# بيير ثورسون
بيير روجر فالديمار ثورسون (من مواليد 21 يونيو 1966) هو لاعب كرة يد سويدي شارك في الألعاب الأولمبية الصيفية لعام 1992 وفي الألعاب الأولمبية الصيفية لعام 1996 وفي الألعاب الأولمبية الصيفية لعام 2000.